# La liga no es cosa de hombres
La liga no es cosa de hombres es una película española de comedia estrenada el 3 de abril de 1972, dirigida por Ignacio Iquino y protagonizada en los papeles principales por Cassen, Margit Kocsis, Silvia Solar y Monika Kolpek, entre otros.

## Sinopsis
Julián, además de ser un fanático del fútbol, también es un mujeriego empedernido. Para escapar del ataque furibundo de un marido engañado se ve obligado a huir y disfrazarse (con la ayuda de unas amigas) de mujer y hacerse pasar por una importante jugadora de fútbol argentina. Dicha usurpación de identidad dará lugar a multitud de equívocos y enredos.

## Reparto
- Cassen como Julián.
- Margit Kocsis como Marga.
- Silvia Solar como Colette Duval.
- Monika Kolpek como	Rita.
- Judy Collins como Ana.
- Fanny Grey como Sole.
- Cris Huerta como Hans.
- Mary Santpere como	Tía de Coqui.
- Santi Sans como Recepcionista del hotel.
- Elisenda Ribas como Coqui.
- Irene D'Astrea como Madre de Hans.
- María Reniu como Carlota.
- Carmen Liaño
- Jesusa Andany como Elvira.
- Nuria Durán
- Gustavo Re como Don Ramón.
- Luis Oar como Médico.
- Luis Ciges como Ayudante de Hans.
- César Ojinaga como	Padre Faustino.
- Carlos Ronda como	Directivo de equipo rival.
- Conrado Tortosa 'Pipper' como Raúl.
- Miguel Muniesa
- Manuel Bronchud como Entrenador.
- Esteban Dalmases como Directivo del club.